# Parco nazionale del Nanda Devi
Il parco nazionale del Nanda Devi è un parco nazionale dell'India fondato nel 1980, ubicato al confine con il Nepal e la Cina. Adiacente al parco del Nanda Devi si trova il parco nazionale della Valle dei fiori. Le due aree protette sono state dichiarate Patrimonio dell'umanità dell'UNESCO.
L'area del parco, che ospita la seconda montagna più alta dell'India, il monte Nanda Devi (7816 m), è difficilmente accessibile all'uomo e anche per questo motivo è un rifugio per specie animali minacciate di estinzione come il leopardo delle nevi (Uncia uncia) e il cervo mosco (Moschus moschiferus). Il parco ospita anche grossi branchi di bharal (Pseudois nayaur) e goral (Nemorhaedus goral).